# Ехо
Ехо (одјек, одзив или јека) представља рефлексију звука који до примаоца звука стиже са одређеним закашњењем. Кашњење је сразмерно раздаљини извора звука и његовог примаоца. Реч ехо потиче од грчке речи ἠχώ, односно ἦχος, у значењу „звук”.
Ехо ефекат је распрострањен у многим наукама. У музици је почео да се користи 1950-их. 

## Општи опис
Ехо је звук одјека — одраз звука. Одјеци се примјећују такође ако се чује и директан звук из  извора, када у једној тачки простора може неколико пута да се чује звук из једног извора, који долази директном стазом и одбија се (можда неколико пута) од околних објеката. Пошто звучни талас губи енергију током рефлексије, звучни талас из јачег извора звука може да се одрази од површине (на пример, ако су куће или зидови окренути један према другом) више пута, пролазећи кроз једну тачку, што и изазива вишеструки одјек (такав одјек се може приметити за време грмљавине).
Ехо настаје због чињенице да се таласи могу одразити чврстим површинама, то је због динамичне слике рашчлапања и уплотњења ваздуха у близини одражујуће површине. Ако се извор звука налази у близини такве површине, окренут према њему под правим углом или под углом, близу правог, звук, одражен од такве површине, попут таласа, који се одбија од обале, враћа се свом извору. Захваљујући одјеку, човек, који прича, заједно са другим звуковима може да чује сопствени говор, као са закашњењем на неко време. Ако се извор звука налази на довољној удаљености од рефлектирајуће површине, а осим конкретног извора звука у близини нема других извора, тада одјек постаје најбоље изражен. Ехо може лепо да се чује и различи, ако растојање између директног и одраженог звучних таласа буде 50-60 мс, што одговара 15-20 м, које звучни талас пролази од извора и назад у нормалним условима.

## Врсте еха
- Једнократни одјек — то је талас, одражени од препреке и примљен од стране посматрача.
- Вишеструки одјеци — то је ехо, које настаје, када је звук много гласан и ствара не један, већ неколико следећих један за другим звучних одјека.

## Практична употреба
Пошто звучни таласи у ваздуху имају константну брзину ширења (око 340 метара у секунди), време, потребно звуку да се врати, може послужити као извор података о уклањању неког предмета. Да бисте одредили удаљеност до објекта у метрима, потребно је да измерите време у секундама пре повратка еха, поделите га на два (звук пролази растојање до објекта и назад) и помножите са 340 — добићете приближно растојање у метрима. На овом принципу је основана ехолокација, која се углавном користи за одређивање положаја објекта помоћу времена кашњења повратка одраженог таласа. Ехо је значајна препрека за аудио снимање. Због тога су зидови просторија, у којима се пишу песме, радио извештаји, као и текстови телевизијских извештаја обично опремљени звукогасним екранима од меканих или ребрастих материјала, који апсорбују звук. Принцип њиховог рада је такав, да се звучни талас, додирнувши такву површину, не одбија назад, а смањује унутра захваљујући вискозном трењу гаса. Јак узрок томе су порозне површине, израђене у облику пирамида, јер се чак и одражени таласи поново зраче дубоко у шупљину између пирамида и додатно се приглушују са сваким следећим одразом.